# Karaté aux Jeux africains de 1991
Navigation
1995
Les compétitions de karaté aux Jeux africains de 1991 ont lieu en septembre 1991 au Caire, en Égypte.  

## Médaillés
- Trevor Norval (Namibie) est médaillé de bronze en kumite open[1].
- Mostafa Elrakabawy, Hossam Tawfiq et Mohamed Fouad (Égypte) sont médaillés d'or en kata par équipe[2].